# سيدروكسيلون إنيرمي
سيدروكسيلون إنيرمي (ماسيثول أو خشب اللبن الأبيض، الأفريقانية: wit-melkhout، الخوسية: Ximafana، الزولوية: Umakhwelafingqane) هي شجرة ساحلية جنوب وشرق أفريقيا، ذات أوراق كثيفة، وتوت أسود وأزهار صغيرة خضراء ذات رائحة كريهة. الاسم العلمي للشجرة يعني «الخشب الحديدي» باللغة اليونانية، وهو يشير إلى خشبها الصلب للغاية.
إنها واحدة من «الأشجار المحمية» في جنوب أفريقيا والعديد من العينات هي مواقع تراث إقليمية [الإنجليزية]. وهذا هو العضو الوحيد من جنس سيدروكسيلون في جنوب أفريقيا.

## التوزيع

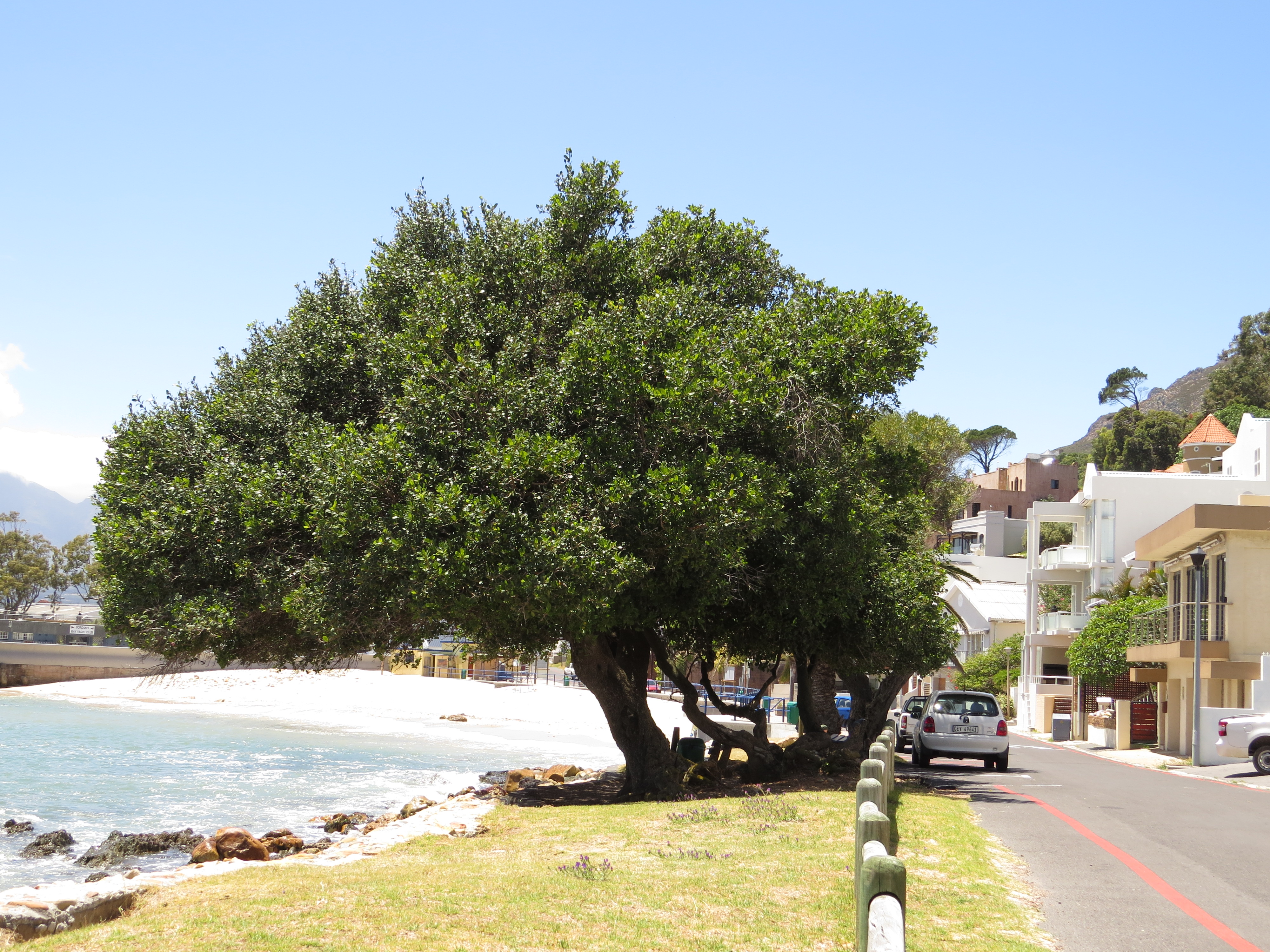
أشجار الحليب الرأسية في موطن ساحلي نموذجي

تنتشر أشجار سيدروكسيلون إنيرمي عبر الغابات الساحلية والغابات الساحلية في جنوب وشرق أفريقيا، من مقاطعات كيب [الإنجليزية] في جنوب أفريقيا في الجنوب إلى الصومال في الشمال، وفي جزر ألدابرا وجزر القمر وجزر قناة موزمبيق في غرب المحيط الهندي. تاريخيًا، كانت الغابات الكثيفة من أشجار الحليب الكبيرة موجودة على طول ساحل وخليج كيب تاون، وخاصة في خليج نوردهوك وماكاسار وجوردونز. لا يعد خشب الحليب معرضًا للخطر ولكنه أحد الأشجار المحمية في جنوب إفريقيا، مما يعني أنه من غير القانوني إتلافها أو نقلها أو تدميرها.

## الوصف
سيدروكسيلون إنيرمي هي شجرة دائمة الخضرة عريضة الأوراق قوية شبه ساحلية ذات أوراق كثيفة وعروض من الزهور البيضاء ثنائية الجنس والتوت الأسود الأرجواني الصالح للأكل. تتميز بأوراق جلدية حلزونية الشكل، والتي تحتوي، مثل التوت، على مادة اللاتكس الحليبية. الفروع الصغيرة والأوراق الجديدة تكون دائما مغطاة بشعر ناعم. يمكن أن تصل الشجرة إلى 15 م.[بحاجة لمصدر]
يتمتع خشب الحليب بقيمة كبيرة في الطب التقليدي ويجذب الطيور والقرود والحيوانات الأخرى إلى أزهاره وفواكهه: طيور الفأر المرقطة تأكل الزهور؛ الطيور والخفافيش والقرود والخنازير البرية تأكل الفاكهة. كما أنها تعتبر وسيلة فعالة لإخماد الحرائق ويتم زراعتها لهذا الغرض.

## الأنواع الفرعية
يتضمن سيدروكسيلون إنيرمي ثلاثة أنواع فرعية:
- سيدروكسيلون إنيرمي فرعي. كريبتوفليبيوم (بيكر) جيه إتش هيمسل.، الذي ينمو في جزيرة ألدابرا [الإنجليزية] (سيشل)؛
- سيدروكسيلون إنيرمي فرعي. ديوسبيرويدس (بيكر) جيه إتش هيمسل.، التي يمتد نطاقها إلى الصومال وكينيا وتنزانيا وزيمبابوي وموزمبيق؛
- سيدروكسيلون إنيرمي فرعي. إينيرمي، في موزمبيق وجنوب أفريقيا.[5]

## الجوانب التاريخية

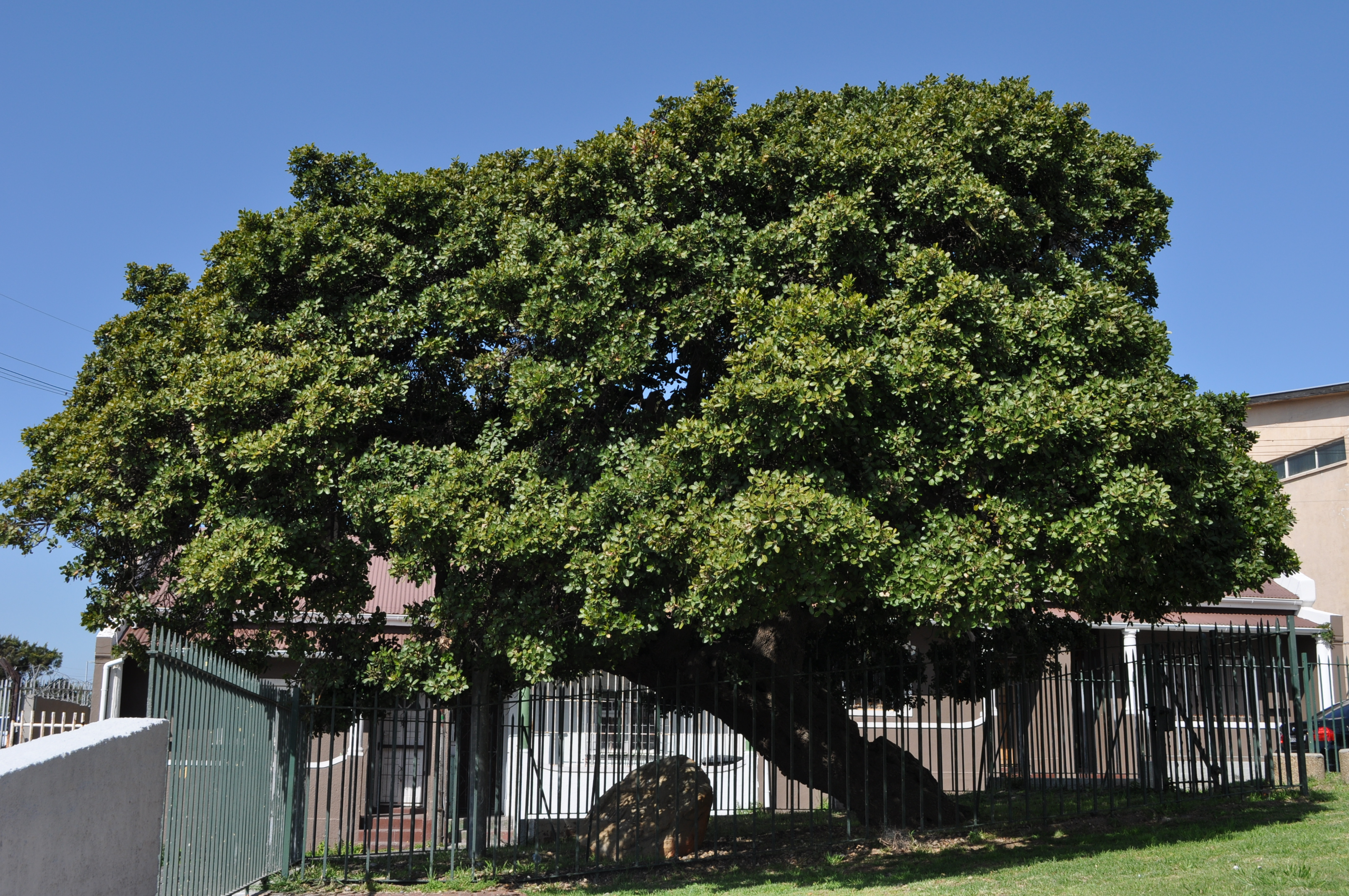
«شجرة المعاهدة» في وودستوك، كيب تاون.

يتمتع خشب الحليب الأبيض بأهمية كبيرة في تراث جنوب أفريقيا، حيث تم إعلان ثلاث عينات منه كمواقع تراث إقليمية ‏:
- يُعتقد أن شجرة مكتب البريد في موسيل باي يبلغ عمرها 600 عام. تعتبر شجرة مكتب البريد، التي لا تزال قائمة على بعد حوالي 1000 قدم من شاطئ سانتوس، أول مكتب بريد (غير رسمي) في جنوب أفريقيا. أُعلنت كموقع تراثي إقليمي  [لغات أخرى]‏ عام 1983، وهي مُعلّمة بلوحة كُتب عليها: «تقع شجرة البريد هذه بالقرب من النوافير التي كان البحارة البرتغاليون يسحبون منها الماء بانتظام في أغوادا دي ساو براس (خليج موسيل حاليًا) منذ عام 1488 فصاعدًا. في مايو 1500، ترك بيرو دي أتايد، قائد سفينة متجهة إلى الوطن تابعة لأسطول بيدرو كابرال، رسالة هنا، والتي عُثر عليها في 7 يوليو 1507 بواسطة سفن جواو دا نوفا المتجهة إلى الخارج. ووفقًا للتقاليد، وُضعت الرسالة في حذاء قديم ورُبطت بشجرة». الرسالة التي كتبها قبل سبع سنوات وصفت الخسارة في البحر لأربع سفن من بعثة بارتولوميو دياس، وحذرت من الأعمال العدائية التي واجهتها على الساحل الهندي. في عام 1962، قامت خدمة البريد في جنوب أفريقيا (SAPO) بإنشاء صندوق بريد على شكل حذاء عند الشجرة، ويتم إلغاء العناصر المرسلة من هناك بطابع بريدي خاص.[6]
- تقع شجرة المعاهدة [الإنجليزية] في وودستوك، كيب تاون، [الإنجليزية] بجوار المنزل الذي استسلمت فيه جمهورية باتافيا (هولندا الحديثة) كيب تاون للبريطانيين في عام 1806.
- كان غابة الحليب في فينجو في كيب الشرقية هو الموقع الذي وقع فيه شعب فينجو معاهدة تحالف مع مستعمرة كيب في عام 1835.
- يُقدر عمر جد ستيل باي بحوالي 1000 عام. تم إدخاله في سجل الأشجار البطلة.[7]

## معرض الصور

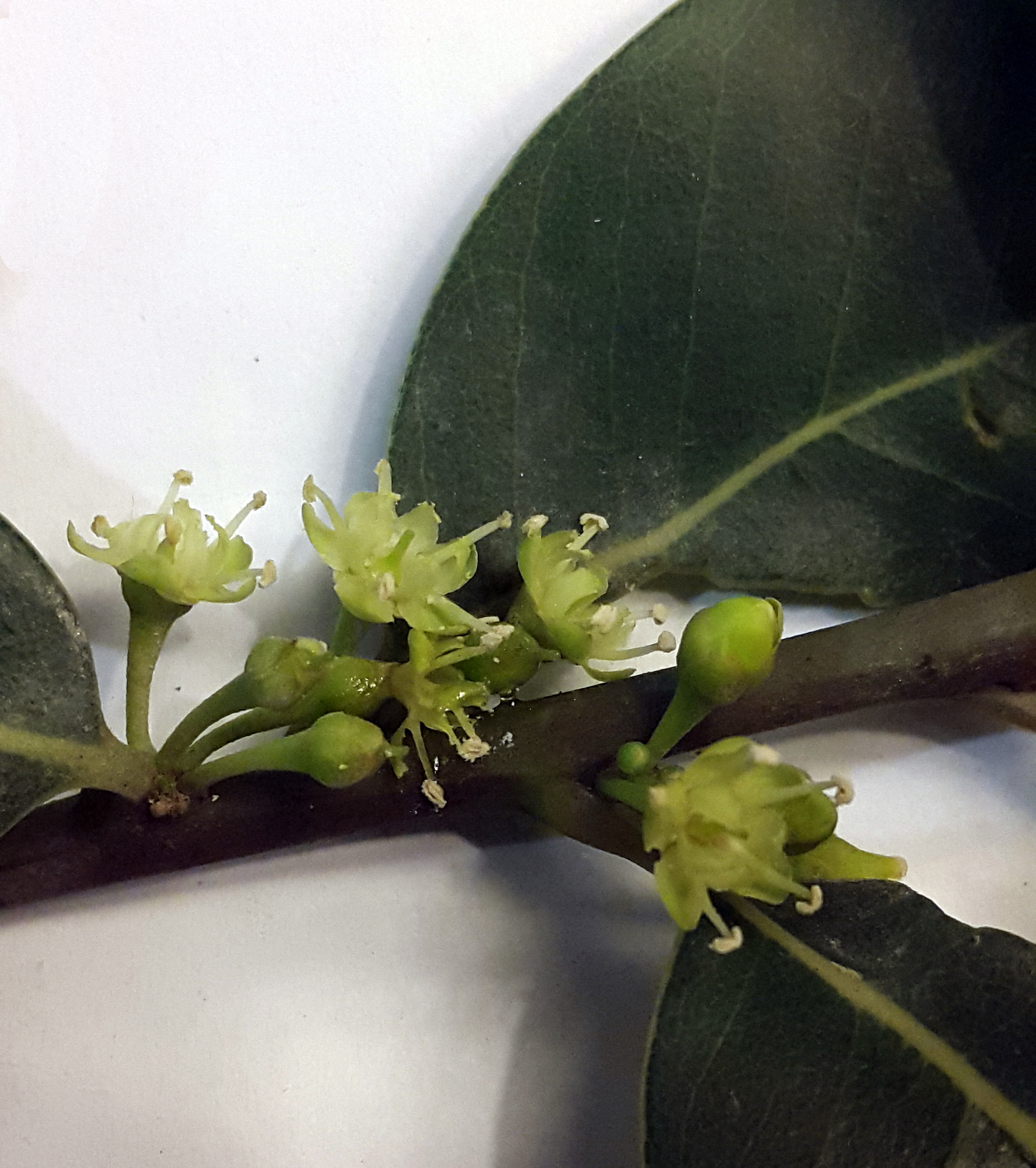
تفاصيل الزهور
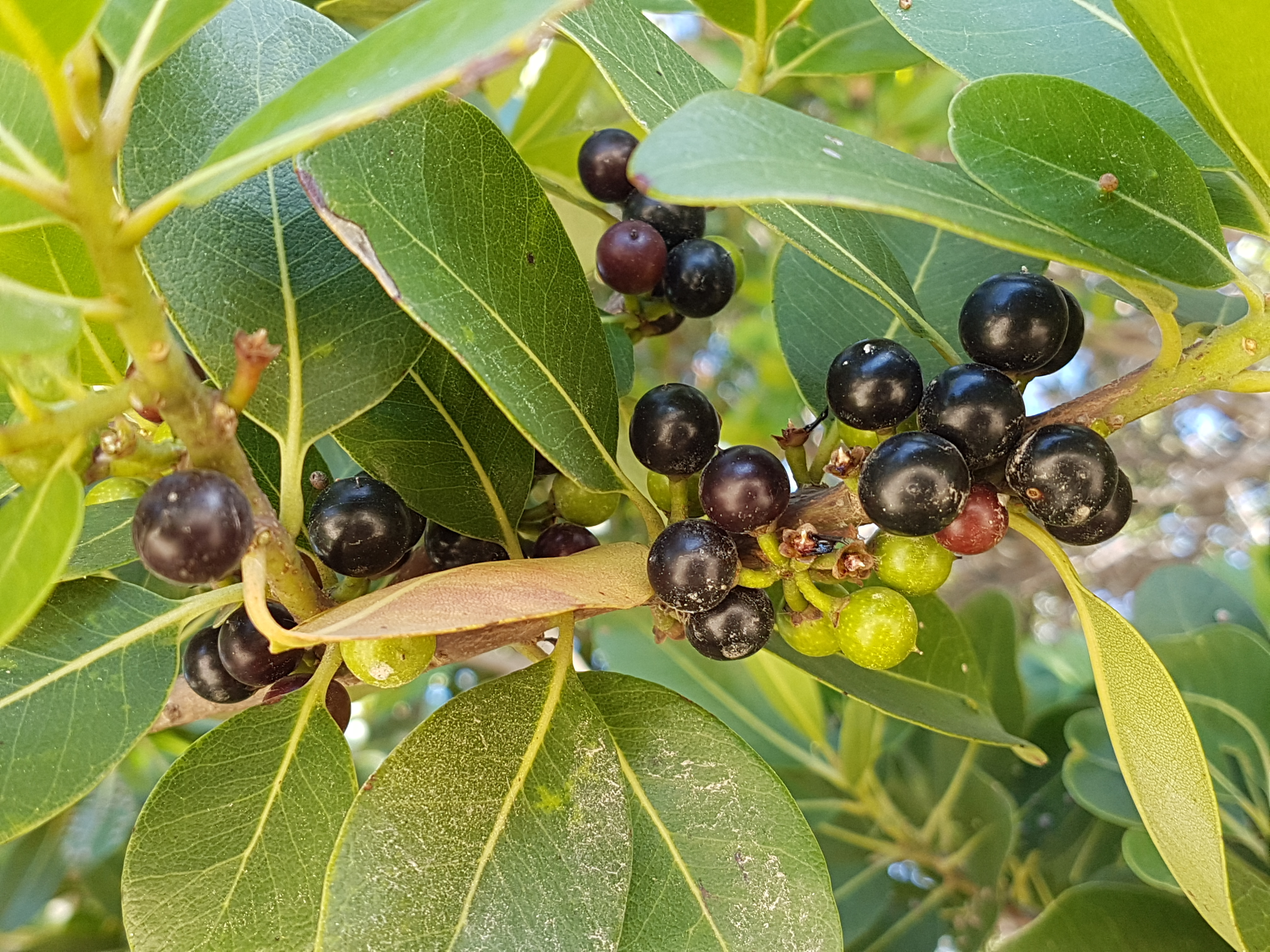
تفاصيل الفاكهة.
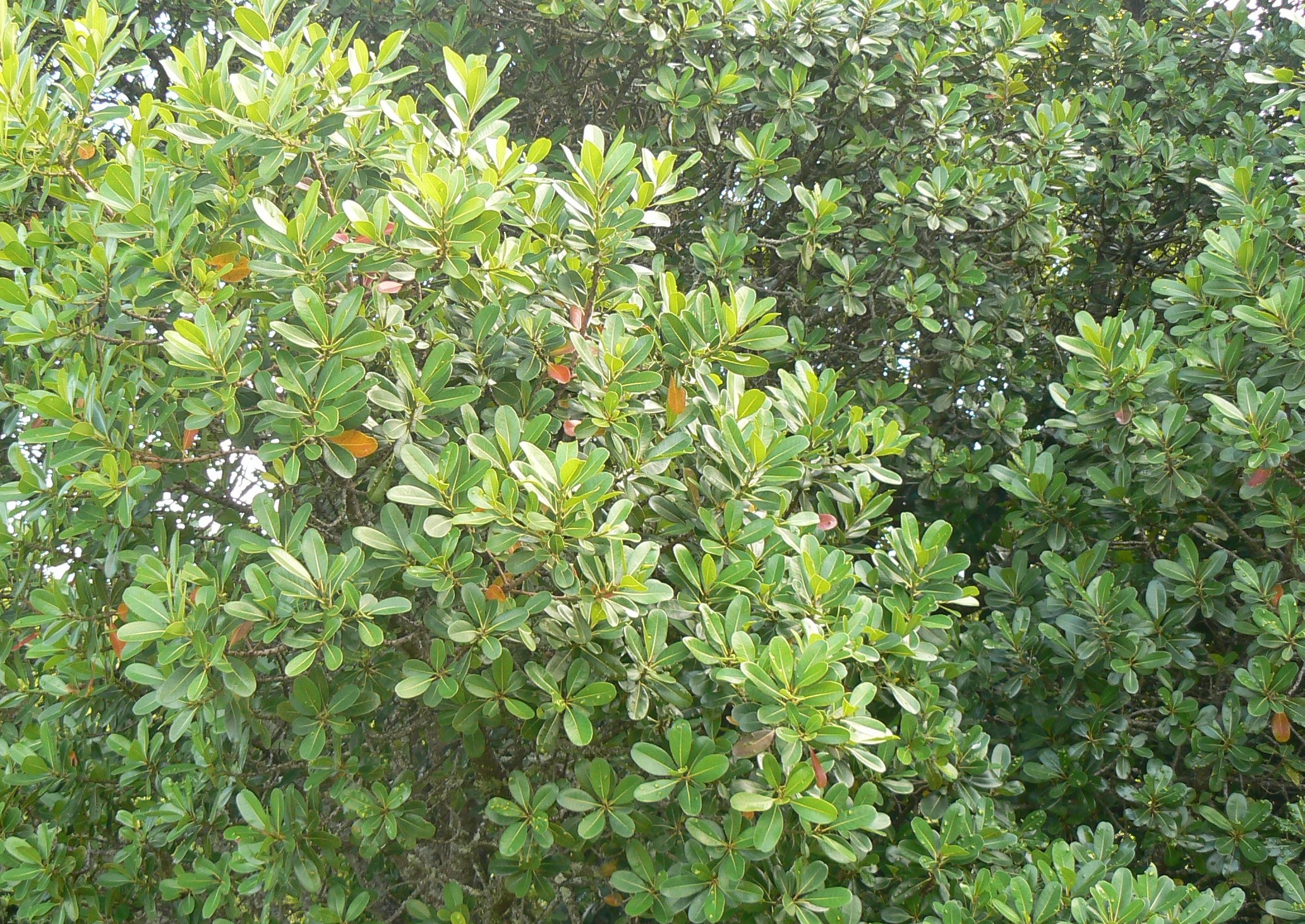
تفاصيل أوراق الشجر.
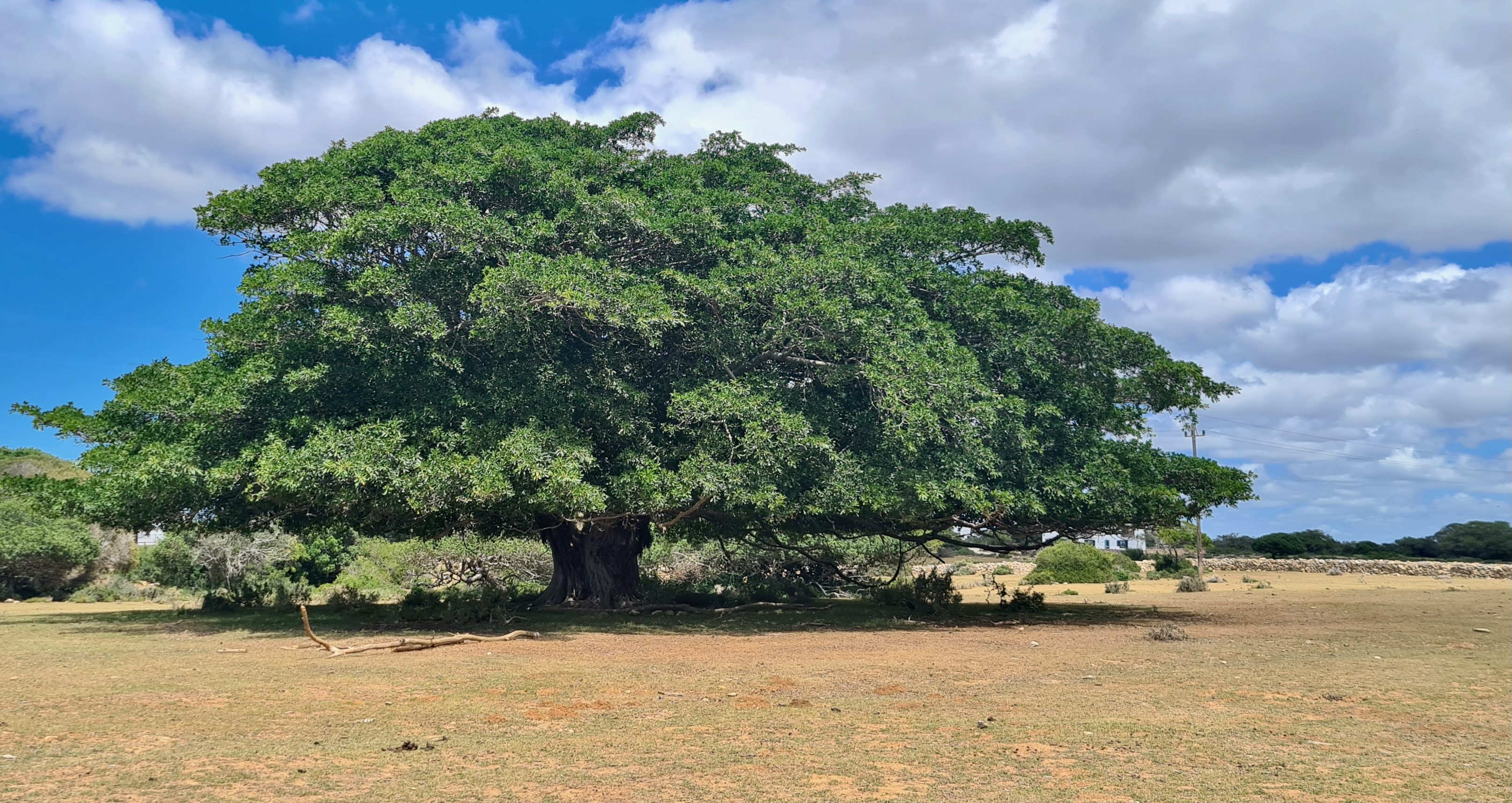
س. إينيرمي في محمية دي هوب الطبيعية [الإنجليزية]